# Districte de Thandwe
El districte de Thandwe o Sandoway és una divisió administrativa de l'estat Rakhine (Arakan) de Birmània (Myanmar) format per una estreta franja costanera de 288 km de llarg per un màxim de 77 km d'ample. La capital és Thandwe (Sandoway). La superfície és de 10.753 km² i la població estimada el 2002 de	296.736 habitants.

## Geografia
Limita al nord amb el riu Ma-i que el separa del districte de Kyaukpyu; a l'est amb les muntanyes Arakan Yoma; al sud amb el riu Kyaukchun (abans amb el riu Gwa però el 1893 un territori entre els dos rius fou transferit al districte de Pathein aleshores Bassein). Es tracta d'un districte muntanyós i selvàtic. A la costa té l'illa Nanthakyun (abans Foul Island). La major part dels rius del districte són torrents de muntanya; els principals rius són el Ma-i, el Tanlwe (que desaigua al braç de mar que separa l'illa de Ramree de la costa continental), el Taungup, el Sandoway, i el Gwa.

## Administració
Està dividit en tres townships:
- Thandwe
- Toungup
- Gaw

## Història
El nom del districte (Thandwe) vol dir "límit de ferro"; hi ha una llegenda sobre el nom de Thandwe o Sandoway en la que apareixen regint el país unes dinasties originàries de Benarés a l'Índia. Sandway fou en algun moment la capital d'Arakan però en els darrers segles apareix només com una província, el que era quan Arakan fou conquerit pels birmans el 1784; fou llavors una districte del regne birmà i el seu wun o governador fou un dels comandants de l'exèrcit de Birmània que va envair Bengala durant la primera Guerra Anglo-birmana. Al final de la guerra, pel tractat de Yandabo, tot Arakan fou cedit als britànics i Thandwe o Sandoway (nom que els britànics li van donar) va rebre una guarnició d'infanteria nativa; pocs anys després el quarter militar fou transferit a Kyaukpyu. El 1890 Sandoway fou atacada per una banda de fanàtics dirigit per un pongyis; els rebels van aconseguir cremar la cort judicial, però van ser dispersats i perseguits per la policia.
El districte sota dominis britànic formava part de la divisió d'Arakan, a la Baixa Birmània i consta amb una superfície de 9.801 km². La seva població era:
- 1872: 55.325
- 1881: 65.182
- 1891: 78.509
- 1901: 90.927

Administrativament està format per tres townships, sense subdivisions:
- Thandwe, al centre
- Toungup (Taungup), al nord
- Gaw, al sud

El 87% de la població era budista, el 7% animistes i el 4% musulmans. De la població del 1901, uns 54,000 parlaven birmà, 28.000 parlaven arakanès i 7000 parlaven xin; els arakanesos eren el segon grup ètnic del districte després dels bamars; els xins vivien a les muntanyes de l'est. La població vivia quasi exclusivament de l'agricultura i la pesca.
El township de Thandwe o Sandoway tenia una superfície de 2.616 km² i una població el 1901 de 39.542 habitants, amb una única ciutat, Tandwe o sandoway (amb 2.845 habitants) i 231 pobles.

## Arqueologia
- Pagodes de Sandaw, Andaw i Nandaw, als turons a la vora de la ciutat, suposadament construïdes pels reis d'Arakan vers 761-784, per contenir un pel, una dent i una costella de Buda; tres vegades l'anys els peregrins van a aquestes pagodes i passen un dia a cadascuna.
- Monedes de plata del regne d'Arakan algunes amb la data i nom en caràcters birmans i altres en caràcters perses o varietats del nagari.
- Pedres escrites en sànscrit, del segle viii.